# Спасское (Ставропольский край)
Спа́сское — село в составе Благодарненского городского округа Ставропольского края России.

## География
На юго-западе: село Бурлацкое
Село расположено на левом берегу реки Мокрая Буйвола. В районе Спасского река достигает 30 - 35 м. в ширину.
Расстояние до районного центра: 25 км.
Расстояние до краевого центра: 134 км.

## История
Село Спасское (Джелан, Желанка) основано в 1785—1787 годах (по другим данным — в 1857 или 1859 или 1862 годах). Согласно архивным документам, «во второй половине 1790-х годов жители селения Спасского, расположенного на реке Куре, [были] переведены в Покойное в связи с высокой заболеваемостью лихорадкой».
Указом от 30 августа 1790 года Кавказское наместничество и Кавказская губерния ликвидированы, губернские присутственные места переведены в Астрахань, город Екатериноград и Екатериноградский уезд упразднены. Населённые пункты ликвидированного Екатериноградского уезда распределены между близлежащими уездами. В частности, в состав Моздокского уезда вошло село Спаское.
На 1873 год село входило в Благодарненскую волость.
В 1918 году на Ставрополье начался процесс коллективизации, не получивший достаточного развития из-за гражданской войны. После окончательного установления советской власти в регионе стали создаваться коммуны и артели, организуемые бывшими красноармейцами. В 1924 году в селе Спасском были образованы артели «Свободный Труд» и «Мукомол», сельскохозяйственные товарищества «Пролетарский Показатель», «Красный Путь» и «Личный Труд».
На 1 марта 1966 года село было административным центром Спасского сельсовета и единственным населённым пунктом в его составе:9.
До 2017 года образовывало сельское поселение село Спасское в составе Благодарненского муниципального района, преобразованного путём объединения всех упразднённых поселений в Благодарненский городской округ.

## Население
| 1789  | 1881  | 1897  | 1902  | 1903  | 1908  | 1989  | 2002  | 2010  |
| ----- | ----- | ----- | ----- | ----- | ----- | ----- | ----- | ----- |
| 388   | ↗1715 | ↗3955 | ↗4566 | ↗4744 | ↗5293 | ↘2256 | ↗2597 | ↘2482 |
| 2011  | 2012  | 2013  | 2014  | 2015  | 2016  | 2017  | 2021  | 2023  |
| ↘2475 | ↘2436 | ↘2416 | ↘2378 | ↘2352 | ↘2308 | ↘2293 | ↗2376 | ↘2333 |

Национальный состав
По итогам переписи населения 2010 года в селе проживали следующие национальности (национальности менее 1 %, см. в сноске к строке «Другие»):
| Национальность | Численность | Процент |
| -------------- | ----------- | ------- |
| Русские        | 2134        | 85,98   |
| Цыгане         | 106         | 4,27    |
| Армяне         | 79          | 3,18    |
| Турки          | 42          | 1,69    |
| Чеченцы        | 37          | 1,49    |
| Другие         | 84          | 3,38    |
| Итого          | 2482        | 100,00  |

## Инфраструктура
- Дом культуры.
- Отделение связи.
- Отделение Сберегательного банка.
- Ветеринарный участок.
- В северной части села расположено открытое кладбище площадью 63800 м²[31].
- ФАП

## Образование
- Средняя общеобразовательная школа № 5.
- Детский сад № 17.

## Галерея
- Средняя общеобразовательная школа № 5
- Памятник Ленину
- Братская могила красных партизан
- Церковь в селе Спасское. Вид с юго-востока
- Церковь в селе Спасское. Вид с запада
- Обелиск воинам-землякам
- Дом культуры

## Экономика
- Цементный завод[32]
- Завод отделочных материалов[32]

## Русская православная церковь
- Церковь Казанской иконы Божьей Матери. Построена в 1889 году (по другим данным — в 1890 году[33]:175)[34].

## Люди, связанные с селом
- Петр Яковлевич Кучман (1883-?), участник восстания на броненосце «Князь Потёмкин-Таврический» в 1905 году, кавалер ордена Красной Звезды[35]

## Памятники
- Братская могила красных партизан, погибших в годы гражданской войны. 1918—1920, 1922 года[36]. 261610491340005
- Обелиск воинам-землякам, погибшим в годы Великой Отечественной войны 1941—1945 гг. 1965 год[37]. 261610491330005
- В сентябре 2016 года, в рамках проекта «Вернуть достоинство» Российского еврейского конгресса и Центра «Холокост», в Спасском был открыт памятник жертвам Холокоста[38].
- Памятник Ленину